# Равда
Равда — курортное село в Болгарии, расположенное у самого берега Чёрного моря. Находится в Бургасской области, входит в общину Несебыр. Население на 15 декабря 2016 года — 2170 человек.

## Основные сведения
Курортная зона Равда расположена в 30 км от аэропорта города Бургаса, в 5 км от Солнечного Берега и в 1,5 км от древнего города Несебыр.
Равда известна прежде всего как молодёжный и детский курорт с богатой спортивной базой. Летом здесь проводятся курсы сёрфинга, плавания, гребли, водных лыж.
Равда является ближайшей после Несебыра точкой перед курортом Солнечный берег. Здесь ведется активное строительство дорогих отелей и ресторанов.
Равда находится всего в нескольких километрах от Несебра и Солнечного берега. Как Влас на севере, так Равда на юге продолжает прекрасный вид на песчаные пляжи, современные отели и различные места для отдыха.
До достижения своего нынешнего вида деревня прошла долгий путь. Есть много легенд о появлении и значении имени Равда. Некоторые из них говорят, что около 1700 года первые сюда приехали пасторы, и в честь одного из них место назвали Ravadin. Другая легенда рассказывает, что когда-то местные земли принадлежали богатому и злому фермеру, который бил работников палкой, деревню назвали Ravdas.
Но самая романтичная легенда рассказывает о красавице Равдалине (Ravdalina), в которую влюбился сам бог Нептун. Он хотел взять её с собой в глубины моря, но она отказалась. Нептун послал бушующий поток воды, чтобы уничтожить деревню, но другие боги вмешались и пощадили деревню. Таким образом, вместо того, чтобы сокрушить всё на своём пути, огромные волны врезались в берег и образовали много красивых бухт.
На месте, где сейчас поднимаются многоэтажные здания, дома, рестораны, современные большие и малые отели, когда-то были только примитивные, старые греческие дома, покрытые соломой. Позже они были заменены однотипными шаронскими домами — по имени французского банкира Шарона, который выделял большие суммы на их строительство. Это были первые болгарские дома беженцев из деревень Куфалово и Бозец, Киркалово, Зорбатово, Баровица, Рамель, Пласничево, Кадиново и Вехти Пазар в Эгейской Македонии, изгнанные греками после 1924 г. После прибытия в эти места поселенцы расширили школу, а в 1943 году построили общественный центр с библиотекой — всё это полностью на пожертвования местных жителей и в результате их добровольной работы.
Духовным центром села является церковь «Святая Параскева», построенная ещё в 1884 году греками Василиосом (Vasilios) и Теодоракисом с помощью односельчан. Долгое время церковь сохранялась в своём первозданном виде. В 1998 году она была реконструирована на пожертвования местных жителей, церковного совета и муниципалитета.
Равда является излюбленным местом для детей, молодёжи и студенческого туризма. Летом работают спортивные школы парусного спорта, водных лыж, виндсерфинга, каноэ и плавания. Здесь находится летняя база Национальной академии по спорту, где молодые спортсмены занимаются водными видами спорта и сочетают обучение с незабываемыми летними приключениями.
Несомненно, один из самых красивых даров природы — это мыс Равда, разделяющий пляжный берег на две бухты. Первый называется «Южный берег» и славится своим золотистым песком и условиями для развлечений, а второй благоприятствует романтикам, ищущим тишины и спокойствия.

## Управление
В местном кметстве Равда, в состав которого входит Равда, должность кмета (старосты) исполняет Андон Петров Бакалов (Граждане за европейское развитие Болгарии (ГЕРБ)) по результатам выборов правления кметства.
Кмет (мэр) общины Несебыр — Николай Кирилов Димитров (независимый) по результатам выборов в правление общины.

## Галерея

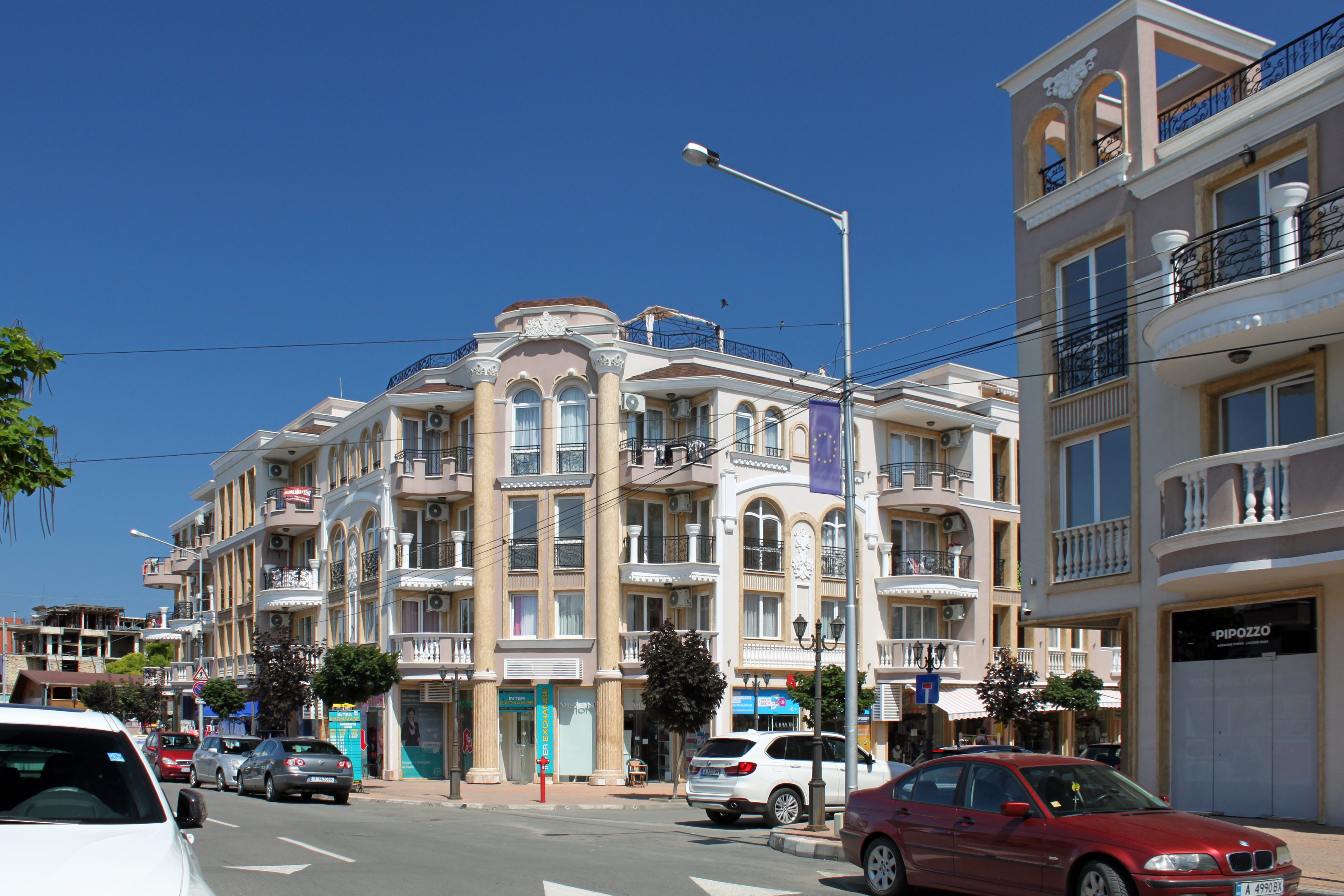
В центре Равды
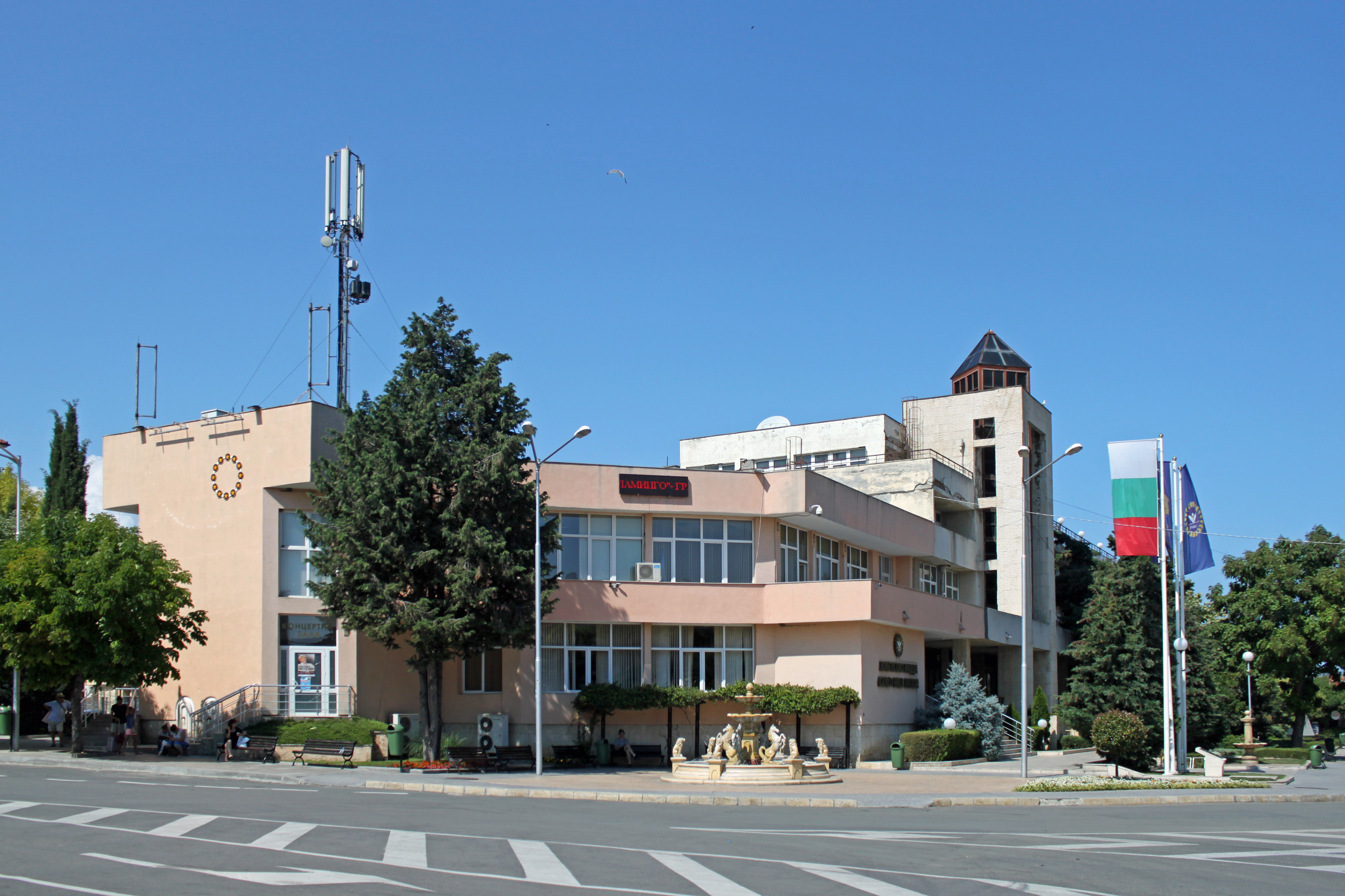
Кметство Равды
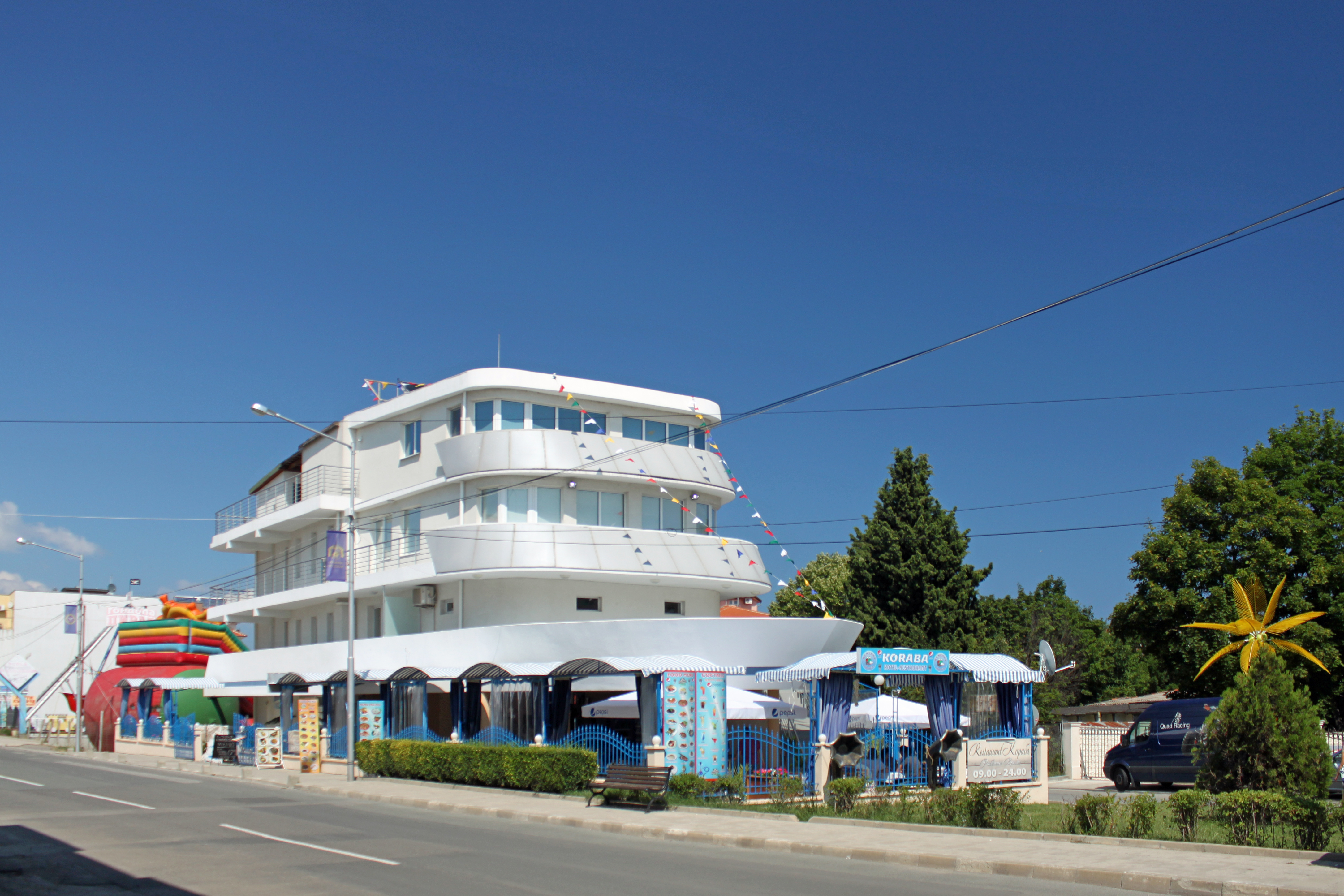
Улица Несебыр
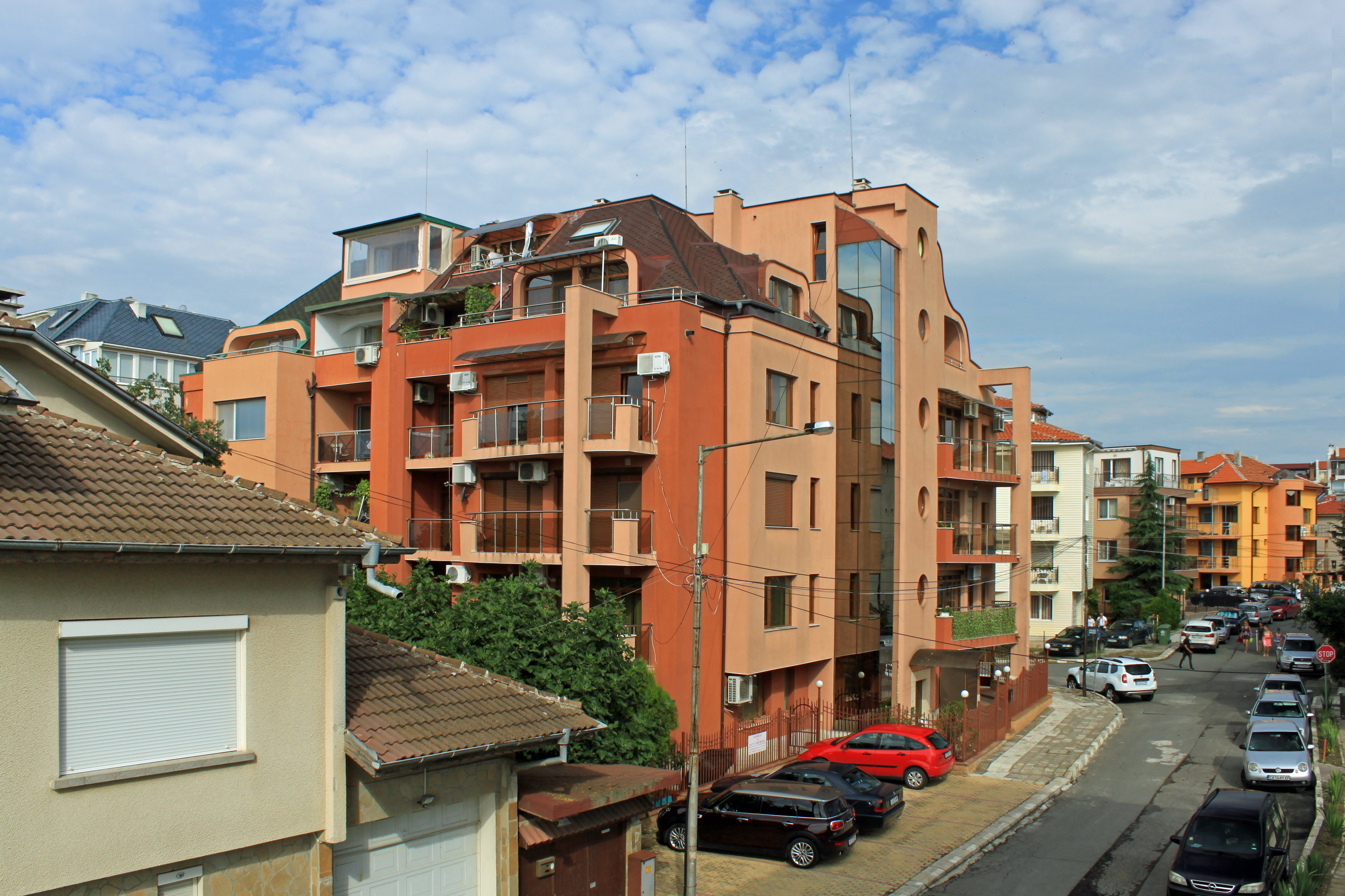
Улица Черноморска
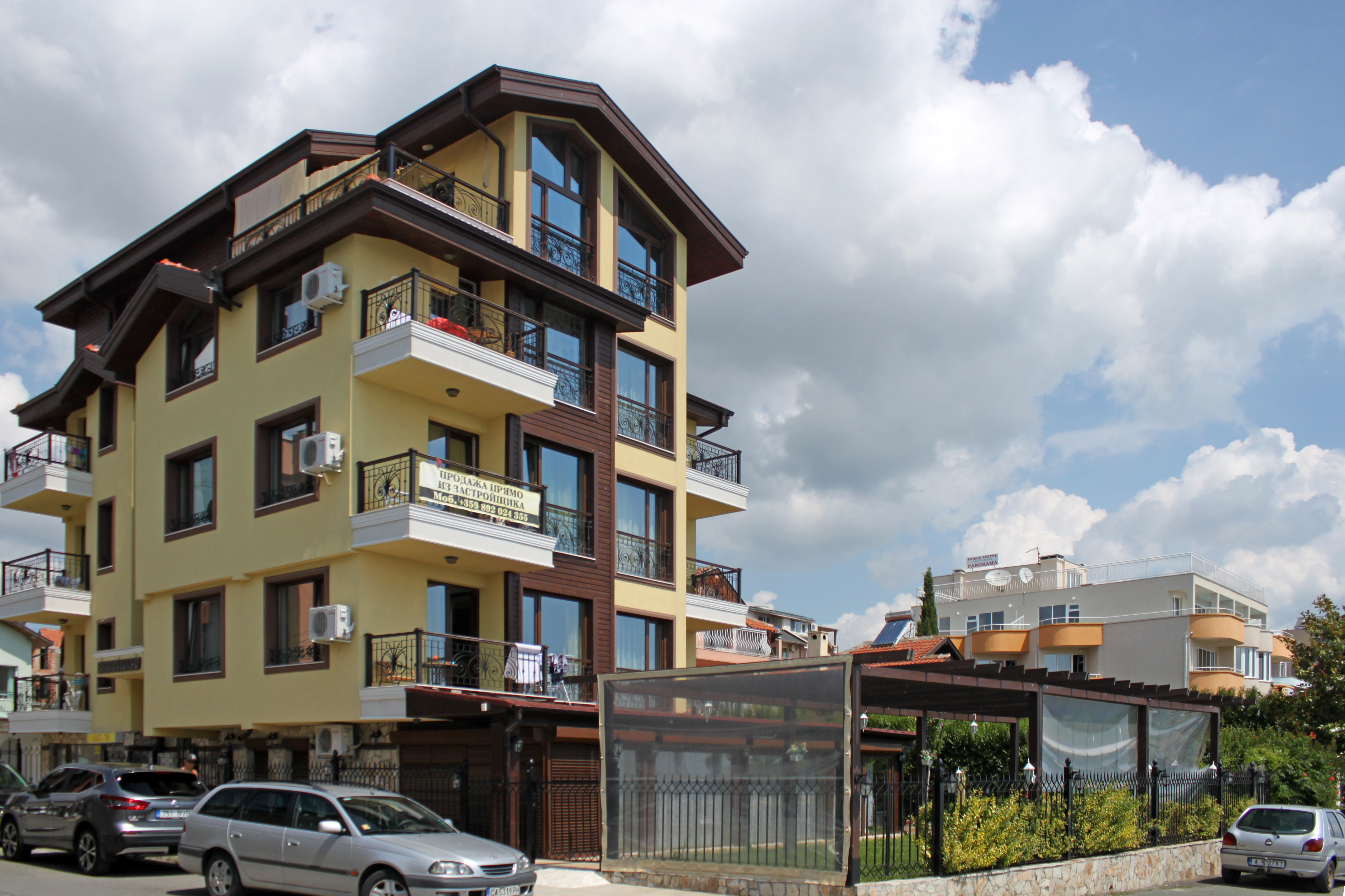
Улица Морски звуци
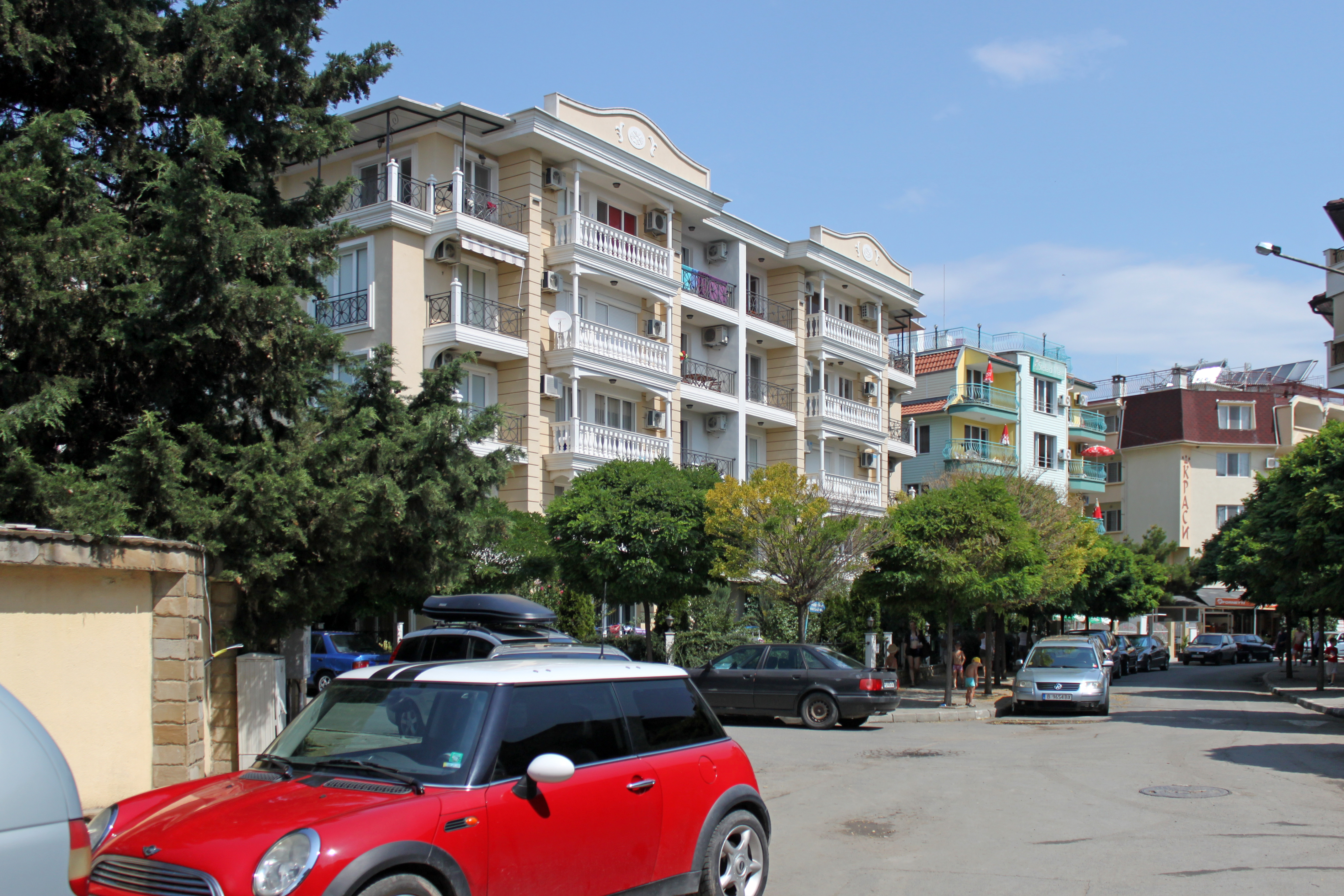
Улица Крайбрежна
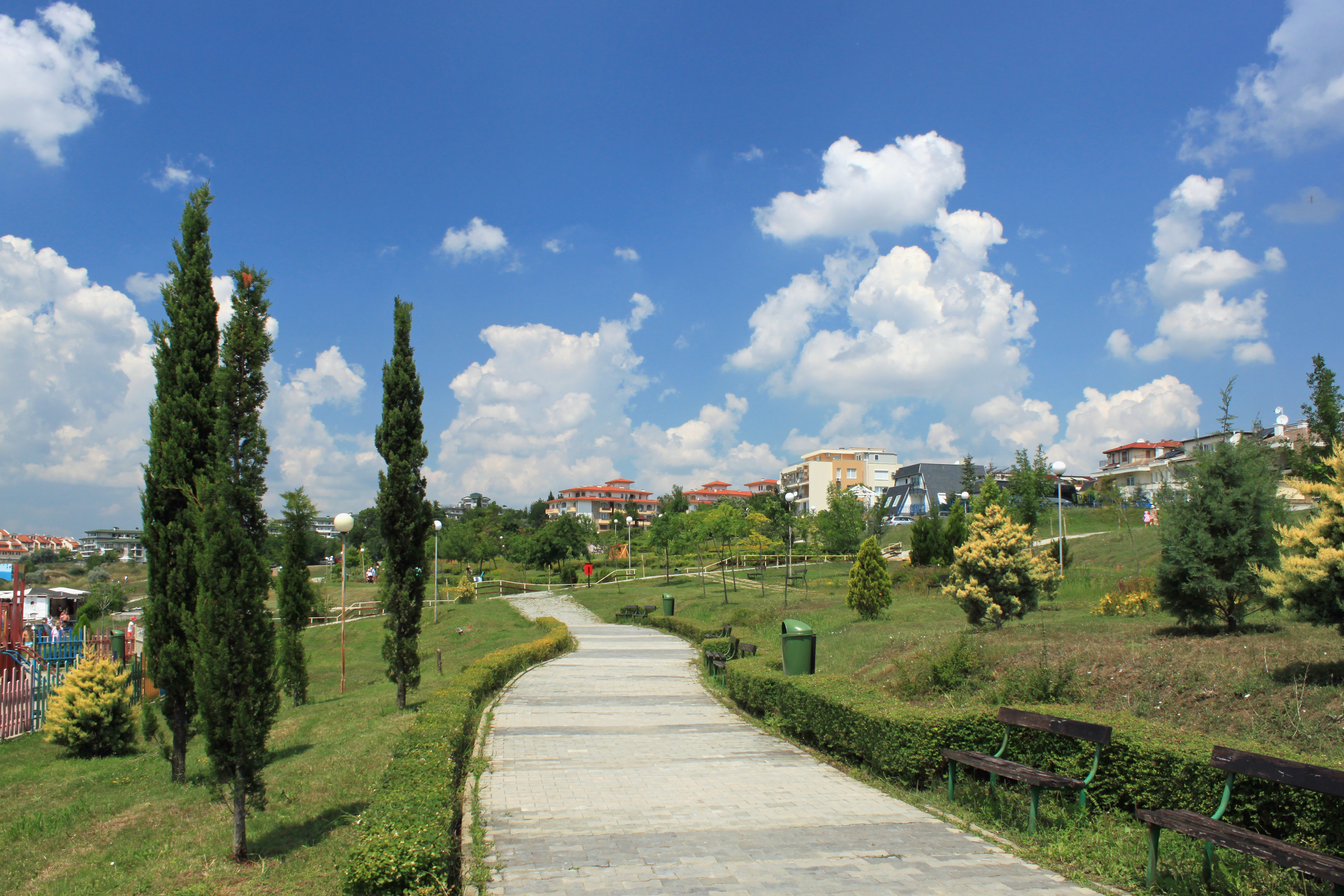
Приморский парк
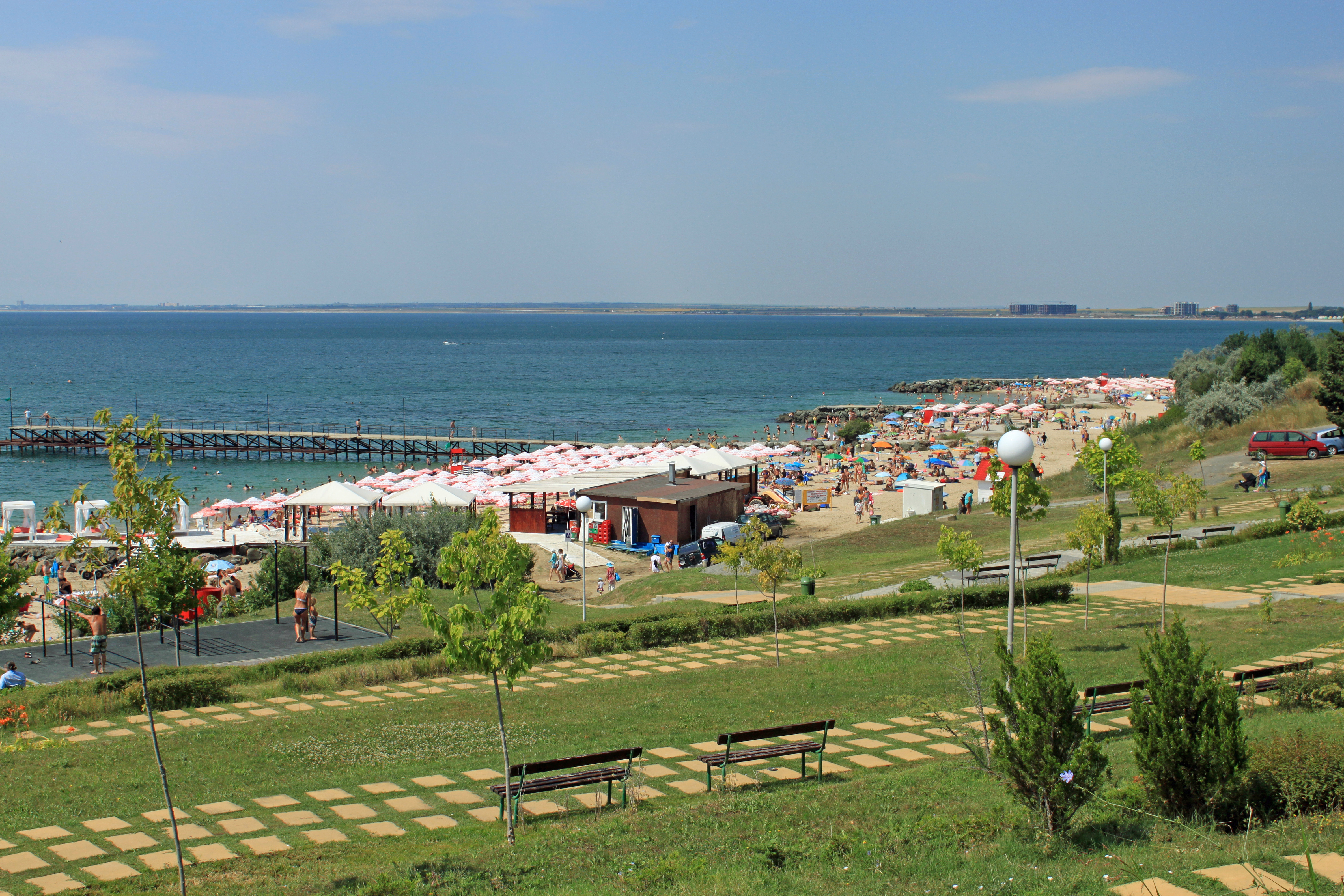
Пляж Южный
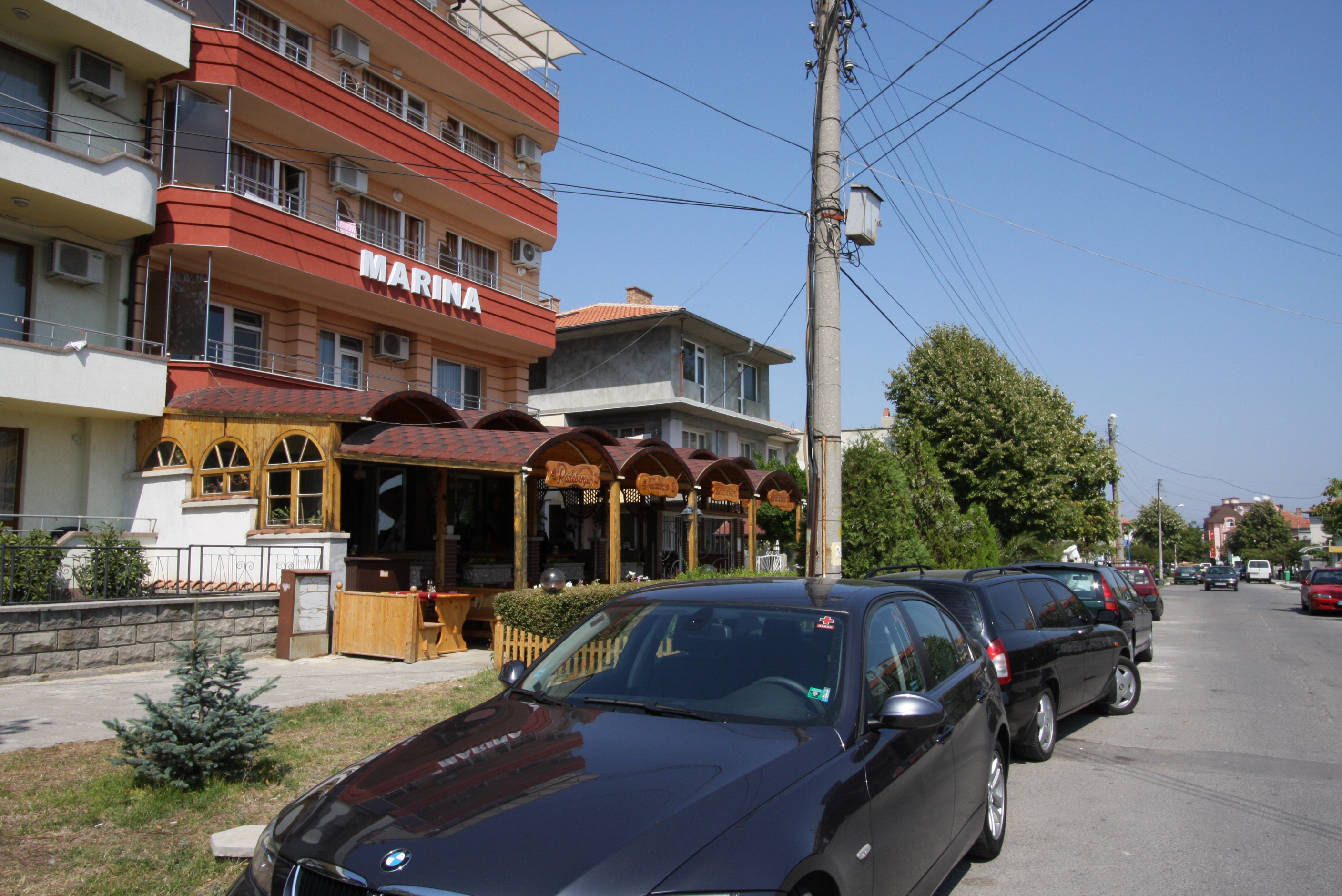
Отель «Марина»
Бистро «Креми»